# Río Lauca
El río Lauca es un curso natural de agua que nace en las lagunas de Cotacotani, dentro del parque nacional Lauca, en la región de Arica y Parinacota, Chile. Su cauce cruza la frontera con Bolivia y desemboca en el lago Coipasa, en el Departamento de Oruro. 
Debido a su carácter internacional, el uso de sus aguas ha sido motivo de disputas entre los gobiernos de Bolivia y Chile.
En algunas fuentes, el río Desaguadero es considerado parte del sistema hidrográfico del Lauca.: 95–96 

## Toponimia
El origen del topónimo "Lauca" no se ha determinado con precisión. Se ha sostenido tradicionalmente que podría derivar de la palabra Lawqha, que dicen relación con las algas que se forman en los ríos y lagunas.

## Trayecto
El río Lauca nace como emisario del bofedal de Parinacota, que a su vez, recibe aguas del  río Desaguadero (Lauca) desde las lagunas de Cotacotani. Las lagunas de Cotacotani son alimentadas subterráneamente por las aguas del Lago Chungará.
El río, ya con el nombre Lauca, inicia su recorrido hacia el oeste, donde se encuentra con las estribaciones de la cordillera Central o de Chapiquiña, que cambian su rumbo hacia el sur. En las cercanías del volcán Guallatiri, el Lauca gira nuevamente hacia el oriente, cruzando la frontera a Bolivia a 3892 m s. n. m. en Macaya, con un caudal aproximado de 2,6 m³/s.
En su paso por Chile, el río recibe por su izquierda las aguas del río Guallatire que llegan juntas con las del río Chusjavida. Poco antes de cruzar la frontera recibe por el sur las aguas del río Paquisa (o Quiburcanca).
En el altiplano boliviano, el Lauca recibe aportes de diversos cursos, como el río Sajama y el río Copasa, aumentando su caudal hasta los 8 m³/s para girar finalmente al sur y terminar en el lago Coipasa junto al salar homónimo.
La superficie de su hoya en suelo chileno es de 2350 km²,: 1  y en territorio boliviano abarca 25478 km².: 24  Su longitud alcanza los 255 km, de los cuales 75 fluyen al oeste y 150 al este de la frontera internacional.: 111 

### Sistema endorreico Titicaca-Desaguadero-Poopó-Salar de Coipasa
El río pertenece al Sistema endorreico Titicaca-Desaguadero-Poopó-Salar de Coipasa (sistema TDPS), una cuenca interior de América del Sur que recoge las aguas del Lago Titicaca, las lleva por el Río Desaguadero hasta el Lago Poopó para, en los tiempos de abundancia de lluvia, llevarlas al Lago Coipasa por medio del río Laca Jahuira. 
Por el lado chileno, existen 9 subcuencas divididas en 16 subsubcuencas de ese sistema que están reunidas en el registro Categoría:Cuenca altiplánicas de Chile (010) del inventario de cuencas de Chile que las reúne bajo el número 010.
- En el extremo norte, las subcuencas 01000 y 01010 de los ríos Caquena (o Cosapilla), Uchusuma y otros, las llevan primero al río Mauri que las entrega al río Desaguadero desde donde llegan al Lago Poopó y luego al Lago Coipasa, por el lado este.
- Las subcuencas 01020 y 01021 del río Lauca, que lleva las aguas de las Lagunas de Cotacotani directamente al extremo norte del Lago Coipasa.
- Más al sur, las subcuencas 01040 al 01044 de los ríos Isluga o Sitani (01041), Todos Santos o Sibaya (01040) y el Cariquima o Grande (01042 y 01043) también las entregan directamente al Lago Coipasa, pero por su lado oeste.

## Caudal y régimen
Su cuenca tiene dos regímenes de caudales diferentes.: 1 
La subcuenca del río Desaguadero, desde su inicio en la laguna Cotacotani hasta su paso por la ciénaga de Parinacota, tiene un régimen nival, con las mayores crecidas entre octubre y diciembre, producto de los deshielos. El período de estiaje ocurre en el trimestre junio-agosto.
La subcuenca del Lauca, desde sus inicios en la ciénaga de Parinacota hasta la frontera internacional, incluyendo la hoya del río Guallatire tiene un claro régimen pluvial, producto de intensas lluvias altiplánicas de verano. En el caso del río Guallatire, producto de la regulación natural que representan los bofedales, presenta caudales muy uniformes a lo largo del año, mostrando pequeñas variaciones en sus caudales. 
Tanto en la hoya del Lauca y del Guallatire, el período de menores caudales va desde junio a diciembre, en que éstos permanecen casi constantes durante ese período.
|  |  |  |

## Historia
Luis Risopatrón describió en 1924 el río en su Diccionario Jeográfico de Chile en las siguientes palabras:
Lauca (Río) nace el las faldas S del cerro Guaneguane, corre hacia el S y SE, se junta con el Quiburcanca i sigue al E, para ser cortado por la línea de límites con Bolivia en las inmediaciones von Macaya; en su orilla S se erijió un hito divisorio en 1906 a la altitud de 3859 m. (el río Quiburcanca es también llamado río Paquisa.)
Durante la década de los años 1930, el gobierno chileno comenzó a estudiar los recursos hídricos del río Lauca para construir un canal que permitiera llevar parte de ellos a la zona del valle de Azapa y ser utilizados en regadío agrícola. A consecuencia de la reserva formal presentada por Bolivia, se llevó a cabo un largo proceso de diálogo formal entre ambos países iniciado en 1939, que incluyó la instalación de comisiones mixtas y visitas en terreno durante el proceso de diseño y construcción del llamado canal Lauca.
En 1962, y ad portas de la inauguración del canal, se produce el fracaso final de las conversaciones por el uso de las aguas del río internacional. El escalamiento derivó en la ruptura de las relaciones diplomáticas con Chile y la solicitud a la OEA de convocar un órgano establecido en el Tratado Interamericano de Asistencia Recíproca, denunciando una supuesta agresión a su integridad territorial. La postura boliviana es que las aguas son desviadas de su cauce natural, mientras que Chile argumenta que las aguas utilizadas corresponden a la zona del bofedal de Parinacota y que el caudal utilizado no afecta el uso proporcionado por parte de Bolivia, en coherencia con la convención internacional al respecto. 